# Fahrzeugfabrik Düsseldorf

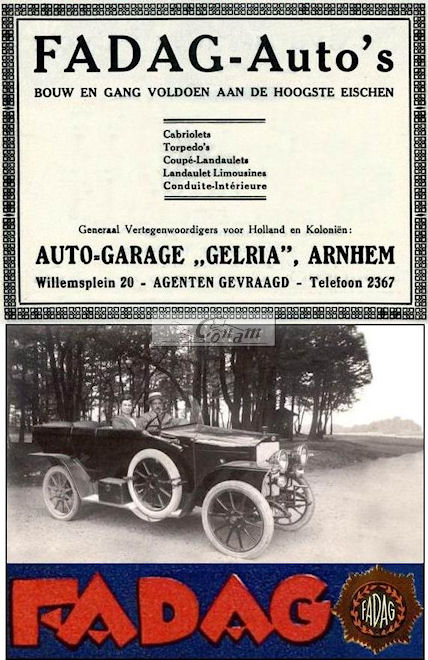
Anzeige der Importeur der Niederländen (1920)

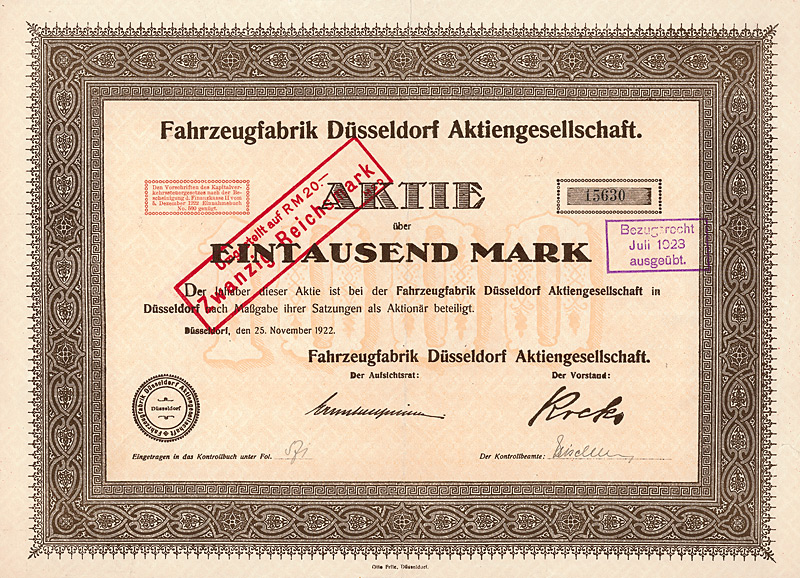
Aktie über 1000 Mark der Fahrzeugfabrik Düsseldorf AG vom 25. November 1922

Die Fahrzeugfabrik Düsseldorf AG (Fadag) war ein deutsches Fahrzeugbau-Unternehmen mit Sitz in Düsseldorf. Das Unternehmen wurde als Aktiengesellschaft am 18. Juli 1918 mit einem Kapital von 300.000 Mark gegründet. Zwischen spätestens 1921 und 1925 stellte es unter der Marke Fadag Personenkraftwagen her. 1925 verschwand die Fahrzeug-Marke Fadag vom Markt, die Aktiengesellschaft bestand spätestens 1932 nicht mehr.
Die Marke ist leicht mit der Marke Fafag der Fahrzeugfabrik in Darmstadt zu verwechseln.

## Unternehmensgeschichte
Produktion und Verwaltung waren um 1921 auf dem zuvor der Malzfabrik W. Ruthemeyer & Söhne genutzten Grundstück Kavalleriestraße 22 (und Reichsstraße 12) untergebracht. Dieser Standort westlich des Ständehauses galt eher als gehobenes Wohnquartier, die Malzfabrik hatte den Standort anscheinend auch unter Druck der privaten Anwohner aufgegeben. Die Gebäude der Malzfabrik wurden durch den Düsseldorfer Architekten Otto Frings für die Fadag umgebaut. Außer diesem besaß das Unternehmen spätestens 1925 zwei weitere Standorte in Düsseldorf, die jedoch beide weder größer noch günstiger gelegen waren. 1925 war die Verlagerung auf ein offenbar neu erworbenes, 9.200 m² großes Grundstück in nicht genauer beschriebener Lage geplant.
In der Zeit um 1922/1925 leitete Hermann Kocks das Unternehmen als Alleinvorstand. Kocks betrieb um 1916 unter seinem eigenen Namen eine „Fahrzeugfabrik“ in Düsseldorf-Heerdt, in deren Leitung auch seine Ehefrau Emmy Kocks geb. Roßbach mitwirkte. Zur gleichen Zeit und ebenfalls unter seinem Namen unterhielt er eine Verkaufsorganisation für Kraftwagen der Fahrzeugfabrik Eisenach für Rheinland und Westfalen.
Parallel zur Aktiengesellschaft Fadag als Produzentin bestand als Vertriebsorganisation auch eine Fadag Automobilverkaufsgesellschaft in der Rechtsform einer GmbH, deren Geschäftsführung Hermann Kocks 1922 an seinen Schwager Walter Roßbach abgab.
Im Aufsichtsrat der Aktiengesellschaft saßen 1925 unter anderen der Mülheimer Unternehmer Ernst Coupienne (1870–1945) und der Düsseldorfer Bankier Max Sichel.

## Produkte
Ab 1921 wurden zwei PKW-Typen angeboten, ein 6/16 PS und ein 12/32 PS. In einer Annonce aus der gleichen Zeit ist von einer Type 101 (ohne technische Daten) die Rede. Später wurde der kleinere der beiden Wagen durch ein 2,1-Liter-Vierzylinder-Modell ersetzt, das einen Motor des Herstellers Basse & Selve besaß.
1922 erschien das Sechszylinder-Modell 10/50 PS mit 2,6 l Hubraum. Der Motor kam von Siemens & Halske, das Vierganggetriebe von der Zahnradfabrik Friedrichshafen und die Konstruktion von der Firma Georg Bergmann in Berlin.
Mindestens ein Fahrzeug nahm 1923 am Kleinautorennen auf der Berliner AVUS teil.